# 劉易舍姆區

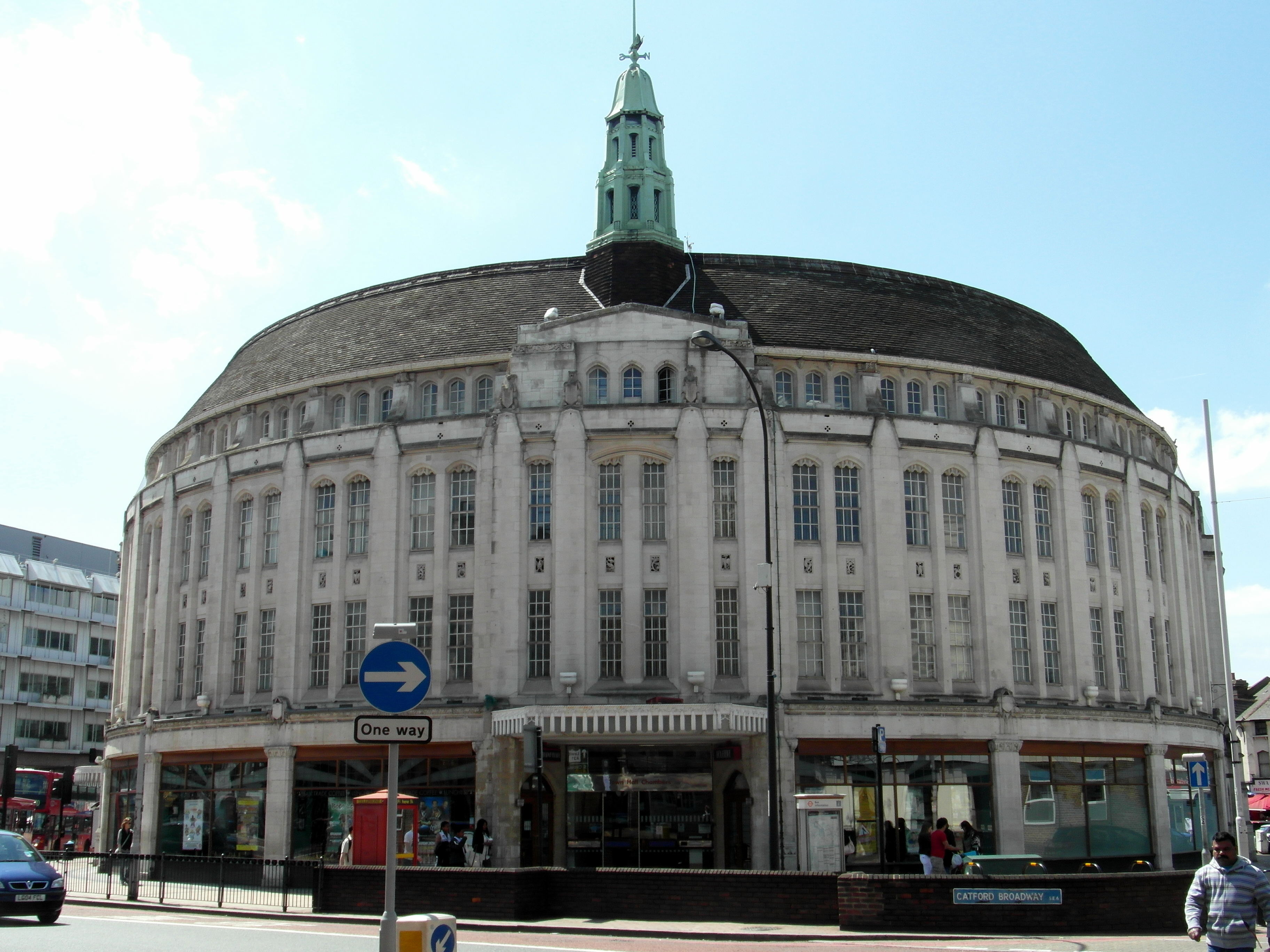
劉易舍姆市政廳

刘易舍姆區（英語：London Borough of Lewisham，/lʌndən bʌɹə ɒv ˈluːɪʃəm/ⓘ）是英國英格蘭大倫敦內倫敦的自治市，人口255,700，面積35.15平方公里。該區包括新十字、布羅克利、刘易舍姆、德普特福德等地。倫敦大學金匠學院（Goldsmiths, University of London）亦位於該區內。

## 外部連結
- （英文）刘易舍姆區政府網 （页面存档备份，存于）

51°25′N 0°02′W / 51.417°N 0.033°W